# Stinfalo (mitologia)
Stinfalo (in greco antico: Στύμφαλος?, Stýmfalos) è un personaggio della mitologia greca. Fu un re d'Arcadia ed eponimo dell'antica città che oggi porta il nome di Stymfalia.

## Genealogia
Figlio di Elato e di Laodice, fu padre di Agamede, Gorti, Agelao e Partenope.

## Mitologia
Dopo la morte di Clitore, Stinfalo ed il fratello Epito ereditarono insieme il regno di Azania (che in quei tempi era il più potente in Arcadia che era stata divisa) ed unendo i vari territori di cui furono in possesso diventarono i dominatori di quasi tutta la regione.
Stinfalo subì una guerra mossa da Pelope da cui riuscì a difendersi per molto tempo, così Pelope fece l'astuta mossa di offrirgli pace ed amicizia e, fidandosi, si lasciò avvicinare ma fu dapprima ucciso, poi fatto a pezzi ed infine le sue membra furono disperse. 

Come punizione per questo crimine gli dei fecero sì che la Grecia soffrisse di infertilità fino a che fu coinvolto Eaco che riuscì a porre fine alla calamità.